# Dirk Weitemeyer
Dirk Weitemeyer (* 1958) ist ein ehemaliger deutscher Basketballspieler. Er spielte für den ASC 1846 Göttingen in der Basketball-Bundesliga und wurde mit den Niedersachsen zweimal Deutscher Meister. Er trug in 13 Länderspielen das Hemd der Deutschen A-Nationalmannschaft.

## Spielerlaufbahn
Weitemeyer spielte in der Jugendabteilung der BG 74 Göttingen, mit der B-Jugendmannschaft der „Veilchen“ wurde er 1975 Deutscher Meister. Er ging dann zum Nachbarn SSC Göttingen (später ASC Göttingen) in die Basketball-Bundesliga. 1980 und 1984 gewann er mit dem Verein die Deutsche Meisterschaft. In der höchsten deutschen Spielklasse erzielte der Flügelspieler während seiner Karriere insgesamt 3260 Punkte. Später spielte er beim BC Giants Osnabrück, mit dem er 1982 Regionalliga-Meister wurde.
Nach dem Ende seiner Basketballlaufbahn gründete Weitemeyer 1988 die „Dirk Weitemeyer GmbH“, ein Unternehmen für Bürokommunikations- und Informationstechnik. Als Unternehmer blieb er dem Basketballsport in Göttingen unter anderem als führendes Mitglied eines Zusammenschlusses von Sponsoren der BG74 sowie als Namensgeber des vom Verein veranstalteten Miniturniers treu.

### Nationalmannschaft
Im Sommer 1978 gab Weitemeyer seinen Einstand in der deutschen A-Nationalmannschaft und bestritt bis Mai 1979 13 Länderspiele. Bereits im August 1976 hatte er mit der deutschen Juniorennationalmannschaft an der Europameisterschaft in Spanien teilgenommen. Im Turnierverlauf erzielte er im Mittel 6,4 Punkte je Begegnung und kam mit der Auswahl des Deutschen Basketball Bundes auf den elften Rang im Schlussstand.